# São Domingos de Benfica
São Domingos de Benfica is een plaats (freguesia) in de Portugese gemeente Lissabon en telt 34.076 inwoners (2021).

## Galerij

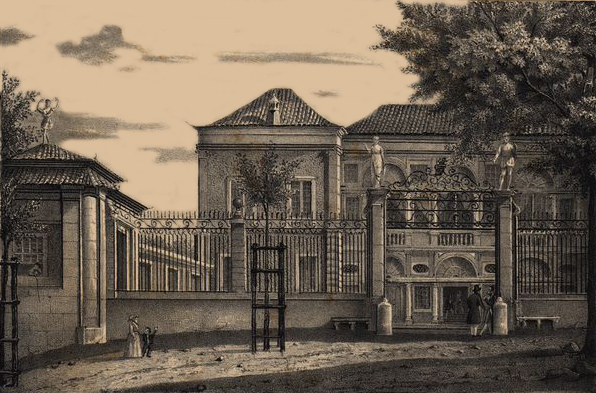
Palácio do Marquês de Fronteira
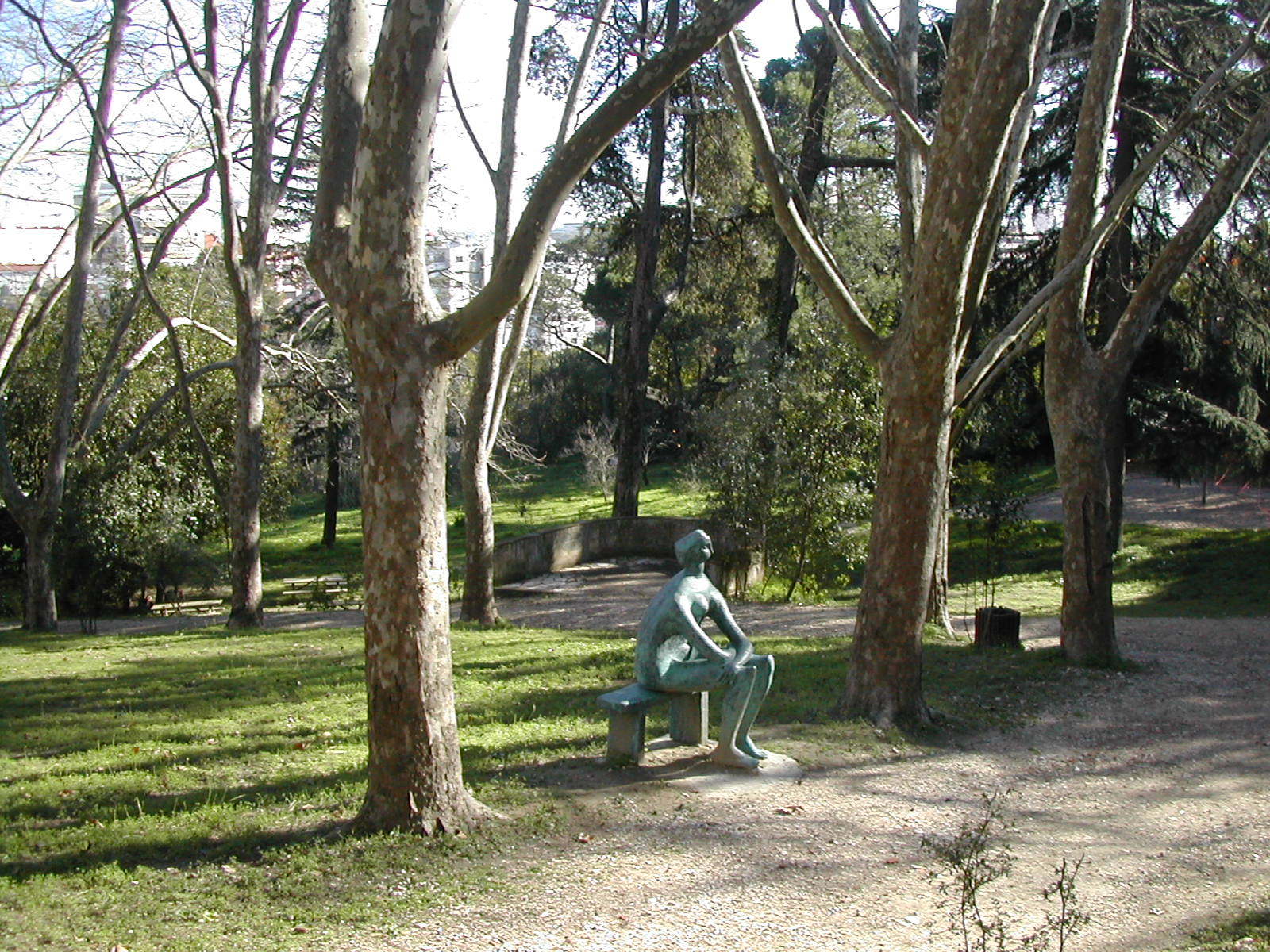
Parque Bensaude
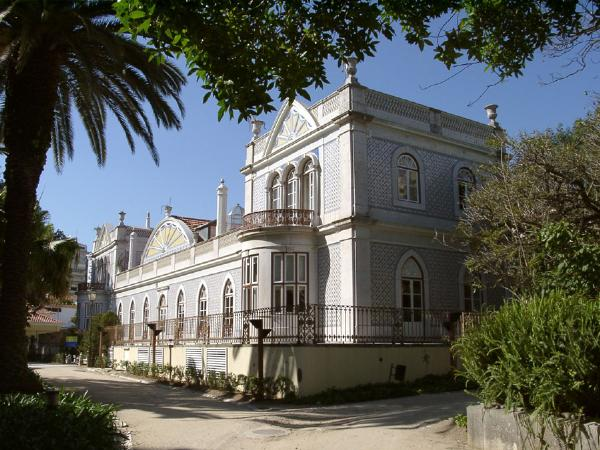
IPPAR